# Some People Change
Some People Change è il quinto album in studio del duo di musica country statunitense Montgomery Gentry, pubblicato nel 2006.

## Tracce
1. Some People Change (Neil Thrasher, Jason Sellers, Michael Dulaney) - 3:23
2. Hey Country (Jeffrey Steele, Danny Myrick, Bart Allmand) - 3:23
3. Lucky Man (David Lee, Dave Turnbull) - 3:17
4. Takes All Kinds  (Thrasher, Dulaney, Troy Gentry) - 2:53
5. Your Tears Are Comin' (Steele, Tom Hambridge) - 4:04
6. Clouds (Steele, Eddie Montgomery, Tony Mullins) - 3:45
7. Twenty Years Ago (Steele, Gary Nicholson, Rivers Rutherford) - 4:21
8. What Do Ya Think About That (Anthony Smith, Brett Jones) - 3:40
9. Redder Than That (George Teren, Rutherford) - 4:18
10. A Man's Job (Montgomery, Gary Hannan, Thom Shepherd, Phil O'Donnell) - 4:11
11. If You Wanna Keep an Angel (Tom Shapiro, Rutherford, Gentry) - 4:28
12. Free Ride in the Fast Lane (Rutherford, Teren, Robert Houston) - 3:21